# Sjef van Run
Jozephus Johannes Antonius Franciscus "Sjef" van Run ('s-Hertogenbosch, 12 de janeiro de 1904 - 17 de dezembro de 1973) foi um futebolista neerlandês, que atuava como defensor.

## Carreira
Sjef van Run fez parte do elenco da Seleção Neerlandesa de Futebol que disputou a Copa do Mundo de 1934.

## Ligações Externas
- Perfil em Fifa.com (em inglês)